# 1974 год в автомобилестроении
Список событий в автомобилестроении в 1974 году:

## События

### Февраль
- 18 — с конвейера сошёл миллионный автомобиль Ульяновского автозавода. Этим автомобилем стал УАЗ-452, выпускающаяся до сих пор «Буханка»[1].

### Март
- 29 — с конвейера автозавода Volkswagen в Вольфсбурге сошёл первый Golf, автомобиль, ставший одним их самых популярных и массово выпускавшихся в мире[2].

### Апрель
- 1 — завершилось производство легендарного маслкара Plymouth Barracuda[3][4].
- 15 — выпущен миллионный ВАЗ-2101[5]. Первенец Волжского автозавода производился до 1989 года, всего было сделано почти 5 миллионов автомобилей.

### Июнь
- 12 — был изготовлен последний Jaguar E-type. В финальной партии из 50-ти автомобилей 49 были окрашены в чёрный цвет и только один в «Британский зелёный гоночный»[англ.][6].

### Июль

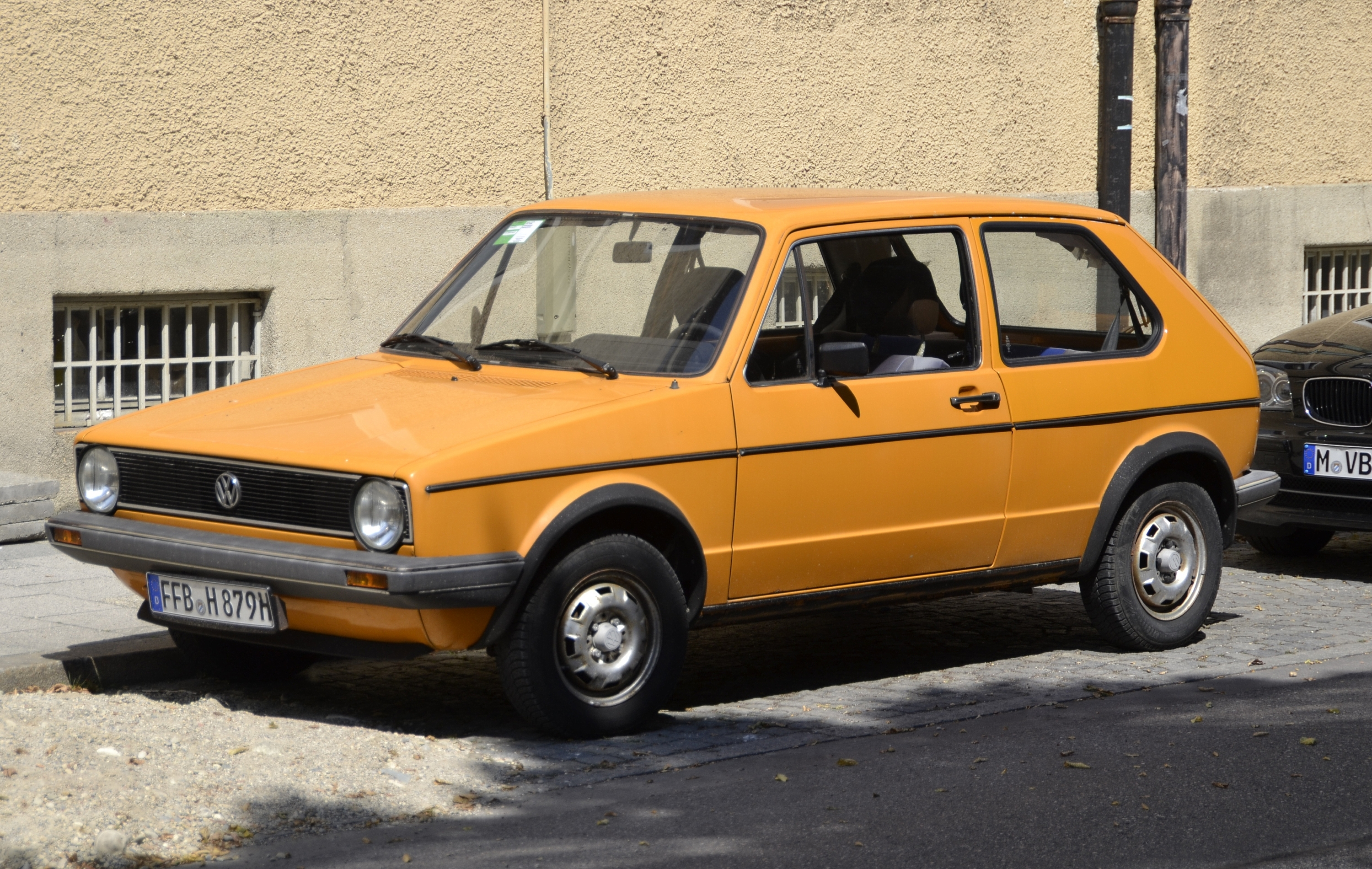
Volkswagen Golf

- 1 — последний «Жук» сошёл с конвейера автозавода в Вольфсбурге, но на этом жизнь легендарного автомобиля не закончилась. Вплоть до 2003 года он собирался в Мексике и до середины 1980-х официально поставлялся в Европу.
- 8 — первые автомобили Golf появились в автосалонах дилеров Volkswagen[2].

### Август
- 5 — начались продажи Golf, самого массового автомобиля Volkswagen[2].